# Alexander 2. Zabinas af Seleukideriget
Alexander 2. Zabinas (? – 123 f.Kr.) var konge af Seleukideriget 128 f.Kr. til 123 f.Kr.
Alexander Zabinas var en påstået adoptivsøn af kong Antiochos 7. Sidetes og kæmpede i en årrække for magten i det fallerede Seleukiderige mod legitime konger.